# Aurahua (distrito)
Aurahua é um distrito do Peru, departamento de Huancavelica, localizada na província de Castrovirreyna.

## Transporte
O distrito de Aurahua é servido pela seguinte rodovia:
- PE-26, que liga o distrito de Chincha Alta (Região de Ica) à cidade de Izcuchaca (Região de Huancavelica)
- HV-132, que liga a cidade de Huancavelica ao distrito de Chupamarca
- HV-114, que liga a cidade de Arma ao distrito de San Juan [1][2][3]